# 切目王子
切目王子（きりめおうじ）は和歌山県日高郡印南町にある神社。九十九王子の一つで、五体王子の一社（『紀伊続風土記』）。ナギを神木とし、本地仏は十一面観音（『熊野縁起』仁和寺蔵、正中元年〈1326年〉）。県指定史跡（1959年〈昭和34年〉1月8日指定）。

## 歴史
創建年代は社伝によれば崇神天皇の代にさかのぼるとされ、熊野権現が一時鎮座した地であったとも言う（『長寛勘文』）。
『中右記』天仁2年（1109年）10月20日条に「切部水辺」で祓いを行った後、王子社に奉幣したとあり、他にも『吉記』承安4年（1174年）9月27日条や「熊野道之間愚記」（『明月記』所収）建仁元年（1201年）10月13日条には参詣後に宿所で歌会を催したとあるなど、多くの中世熊野参詣記に記録が見られる。また、『平治物語』によると、熊野詣の途上にあった平清盛が、源義朝挙兵の報を受けて京に引き返したのもこの王子であった。中世以降も『太平記』（巻5「大塔宮熊野落事」）等に熊野詣の途上に切目王子に参詣したとの記述が見受けられ、『紀伊続風土記』は境内摂社として大塔宮社があったと記している。
中世熊野詣では参詣の途上で歌会が催された例が参詣記に登場する。そうした歌会の折に参会した人々が歌を書き付けた紙を熊野懐紙といい、約30通が現存する。それらのうち、11通は正治2年（1200年）12月3日、後鳥羽院が切目王子で開いた歌会でのもので、今日では西本願寺に所蔵されており、当地には写本が残されている。
天正13年（1585年）に兵火によって社伝が焼失したが、ある比丘尼が7ヶ月で再興したと伝え、熊野参詣道をはさんで向かい側にある妙法山尼屋敷という地が比丘尼の房であったという（『紀伊続風土記』）。寛文2年（1663年）、紀州藩主徳川頼宣から御戸帳・絵馬などが寄進され、貞享3年（1686年）には社殿が再建され、今日まで現存する。近世の社地は境内方一町、拝殿は奥行き5間半・幅2間と伝えられる（『紀伊続風土記』）。現社殿は、拝殿は1908年（明治41年）の再建。

## 伝説
切目王子には「きな粉の伝説」という伝説が伝えられている。もともとは『宝蔵絵詞』に記載されたもので、那智叢書所引にしたがえば、おおむね以下のようなものである。その昔、僧を殺した切部の王子は、捕らえられて右足を切られて山に追放された。ところが王子は、熊野詣の帰途にある者たちから熊野権現の利生を奪うようになり、参詣者たちを嘆かせた。そこで熊野権現は稲荷大明神と相談し、きな粉で化粧した者には害を及ぼさない旨を約束させた。その後、御託宣があり、参詣者たちはきな粉で化粧をするようになった。この化粧は実際に行われていたものとみえ、応永34年（1427年）の『熊野詣日記』に額や鼻、頬、おとがいなどにきな粉をつけて王子社の前を通過したとの記述が見える。

## 文化財
- 切目王子跡 - 県指定史跡（1959年〈昭和34年〉1月8日指定）[3]
- 切目神社のほるとのき - 幹周約4メートル、根廻り6メートル、高さ約16メートル、樹齢約300年余と推定される巨樹で、近隣の人々に崇敬されたと伝えられる[9]。県指定天然記念物（1959年〈昭和34年〉1月8日指定）[3]

## 交通機関
- JR紀勢本線切目駅より徒歩15分

## 注
1. 1 2 3  西[1987: 134]
2. 1 2 3  平凡社[1997: 228]
3. 1 2 3  “県指定文化財・記念物”.   和歌山県教育委員会. 2009年3月28日閲覧。
4. ↑  五来 重、1992、『山の宗教 - 修験道講義』、角川書店 ISBN 4047032239
5. 1 2  「角川日本地名大辞典」編纂委員会[1985: 367]
6. 1 2 3 4  平凡社[1997: 229]
7. 1 2  熊野路編さん委員会、1973、『古道と王子社 - 熊野中辺路』、熊野中辺路刊行会（くまの文庫4）p.81
8. ↑  平凡社[1997: 228-229]
9. 1 2  “3. 切目王子跡・5. 切目神社のホルトノキ”.   印南町教育課. 2009年3月28日閲覧。
10. 1 2  「角川日本地名大辞典」編纂委員会[1985: 368]
11. 1 2  谷川[2000: 360-361]

## 文献
- 「角川日本地名大辞典」編纂委員会編、1985、『和歌山県』、角川書店（角川日本地名大辞典30） ISBN 404001300X
- 谷川 健一、2000、『伊勢・志摩・伊賀・紀伊』、白水社（『日本の神々 - 神社と聖地』6） ISBN 978-4-560-02506-2
- 西 律、1987、『熊野古道みちしるべ - 熊野九十九王子現状踏査録』、荒尾成文堂（みなもと選書1）
- 平凡社編、1997、『大和・紀伊寺院神社大事典』、平凡社 ISBN 458213402-5